# Lusus

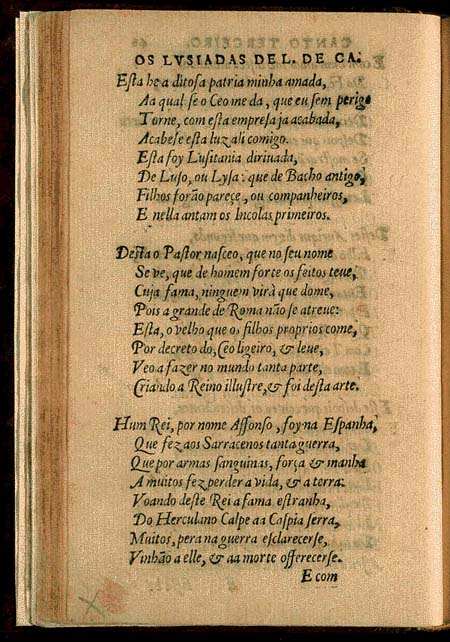
Erwähnung von Luso/Lysa als Kinder des Bacchus und Namensgeber Lusitaniens in Camões' Lusiaden, Canto III, 21.6

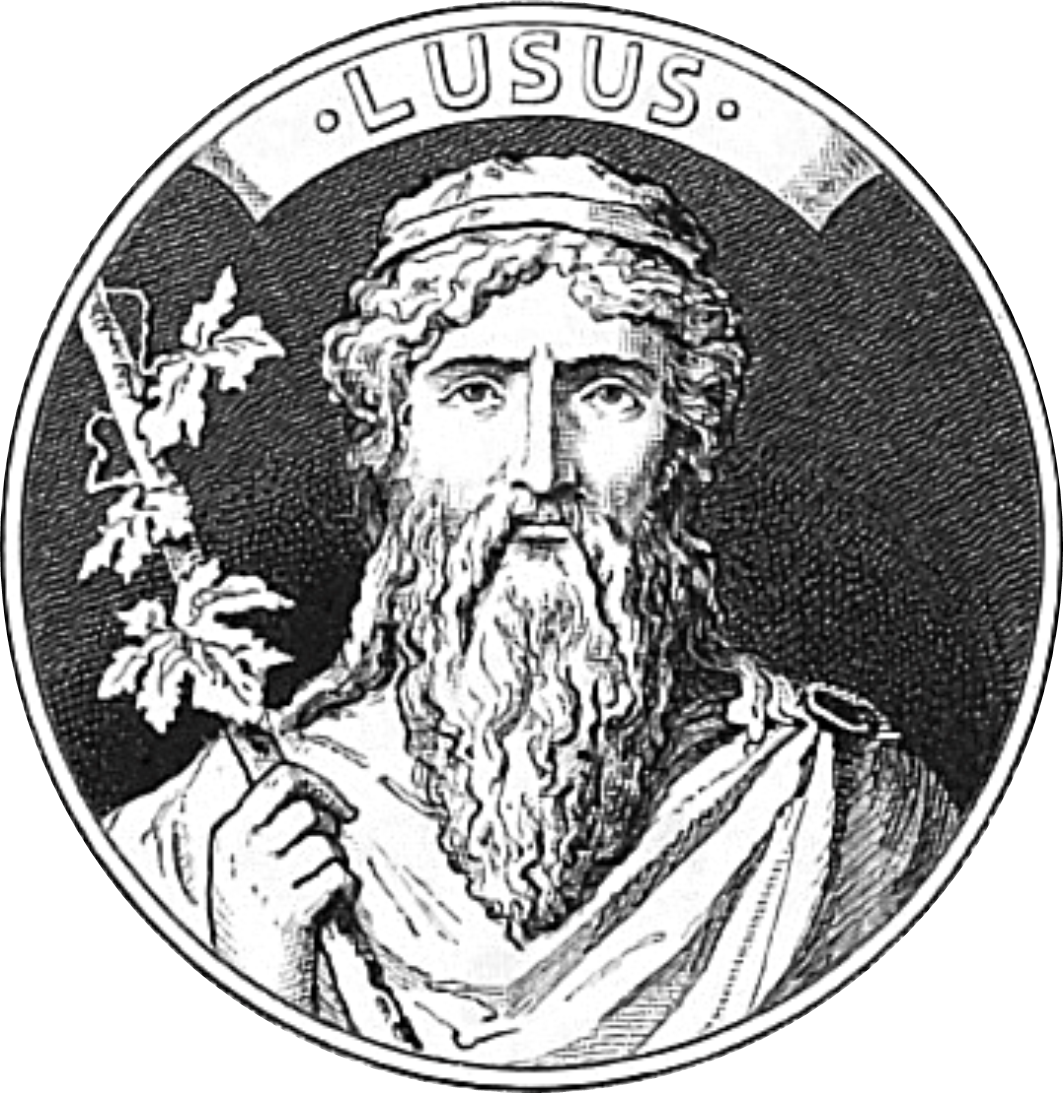
Darstellung des Lusus ähnlich jener des Bacchus/Dionysos (Illustration der Lusiaden von 1880)

Lusus (portugiesisch Luso) ist eine Figur der portugiesischen Nationalmythologie, die von Luís de Camões in seinem 1572 erschienenen Epos Die Lusiaden eingeführt wurde.

## Beschreibung
In Camões an der Epik der griechischen und römischen Literatur angelehnten Die Lusiaden ist Lusus ein Sohn oder Begleiter des Bacchus bei dessen Feldzügen. Der südwestliche Teil der Iberischen Halbinsel, in dem sich Lusus schließlich niederlässt, wird nach ihm Lusitanien genannt:
| Das sind des Lusitanierlandes Auen, Dem Lusus oder Lysa Namen liehn, Des Bacchus Sprossen oder Kriegsgefährten, Die unser Land als erste Herrn verklärten. | Esta foi Lusitânia, derivada De Luso, ou Lisa, que de Baco antigo Filhos foram, parece, ou companheiros, E nela então os Íncolas primeiros. |

und 
| Der hier ist Lusus, und es rühmt die Sage, Dass unser Land von ihm den Namen trage. Ein Sohn des Thebers oder sein Gefährte, Erobert er mit ihm so manches Land: Dort siehst Du, wie, stets folgend seinem Schwerte Er angelangt ist am Hispanienstrand. | Este que vês é Luso, donde a fama O nosso Reino Lusitânia chama. Foi filho e companheiro do Tebano, Que tão diversas partes conquistou; Parece vindo ter ao ninho Hispano Seguindo as armas, que contino usou. |

Von Lusus ist nur in Rückblenden die Rede, wenn innerhalb des Epos aus der Geschichte Portugals referiert wird. Die eigentliche Handlung ist die Entdeckung des Seewegs nach Indien durch Vasco da Gama und weitere Nachkommen des Lusus, die sogenannten Lusiaden, und wie ihr Ahne Bacchus die Entdeckung des Weges nach Indien zu verhindern versucht.

## Hintergrund
Der Name Lusos wurde von Camões von portugiesischen Dichtern des frühen 16. Jahrhunderts übernommen, die ihre Werke noch auf Lateinisch verfassten. Er wählte diesen antik klingenden Namen, da er sich bei der Gestaltung seines Werks eng an Vergils Aeneis anlehnte. Er versuchte damit, an die Tradition römischer Epik anzuschließen und übernahm dabei den antiken Topos, einem Land oder einer Ethnie einen namensgebenden Helden zugrunde zu legen. Lusus hat bei Camões also die Funktion des eponymen Heros der Lusitaner inne.
Der Ursprung des Namens rührt von einer Fehlübersetzung aus der Naturalis historia des Plinius her. In der Textstelle
In universam Hispaniam M. Varro pervenisse Hiberos et Persas et Phoenicas Celtasque et Poenos tradit. lusum enim Liberi patris aut lyssam cum eo bacchantium nomen dedisse Lusitaniae et Pana praefectum eius universae
werden die bei Varro genannten Volksgruppen wiedergegeben, die Hispanien besiedelt haben sollen. Lusitanien soll nach den Bacchus (hier Liber pater) zu Ehren veranstalteten Spielen (lusus) und der Raserei seiner Anhänger (lyssa) benannt worden sein, Pan sei sein Statthalter gewesen. Bei der Übersetzung wurden sowohl lusus als auch das griechische Wort lyssa als Eigennamen interpretiert.
Eine dionysische Herrschaft über Hispanien erscheint sonst nur bei Plutarch, der unter Berufung auf die Iberica des Sosthenes von Knidos berichtet, dass Dionysos nach der Eroberung Indiens auch Spanien erobert habe und Pan dort sein Statthalter wurde, der das Land nach sich „Pania“ nannte, woraus später dann „Spania“ geworden sei.
Dass es sich um eine in Portugal tradierte Fehlübersetzung handelte, verdeutlicht eine Anmerkung bei Diego Hurtado de Mendoza. Er erwähnt in den Guerra de Granada, dass Luso ein Anführer und Lyssa ein Mädchen aus dem Gefolge des Dionysos gewesen sein soll. Bereits die antiken Römer Varro und Sallust hätten die Auffassung vertreten, dass diese die Namensgeber des als Lusitanien bekannten Teils von Portugal sind.